# Leteći tanjur
Leteći tanjur (eng. Flying saucer), izraz za neidentificirani leteći objekt u obliku diska ili tanjura koji su skovali novinari na temelju iskaza pilota Kennetha Arnolda koji je navodno vidio takve letjelice 24. lipnja 1947. godine.
Taj termin je naveliko korišten u medijima do ranih 1950-ih, kada je na inicijativu satnika Edwarda J. Ruppelta, šefa Projekta Plava knjiga, promoviran izraz NLO kako bi se prikladnije označile nebeske pojave različitih oblika.